# Raippa
Raippa är en ö i Finland. Den ligger i sjön Vesijärvi och i kommunen Kangasala i den ekonomiska regionen Tammerfors och landskapet Birkaland, i den södra delen av landet, 160 km norr om huvudstaden Helsingfors. Öns area är 1,2 hektar och dess största längd är 280 meter i sydväst-nordöstlig riktning.